# Sân vận động Quốc gia Botswana
Sân vận động Quốc gia Botswana (tiếng Anh: Botswana National Stadium) là một sân vận động đa năng ở Gaborone, Botswana. Sân hiện đang được sử dụng chủ yếu cho các trận đấu bóng đá. Sân vận động có sức chứa 25.000 người.

## Tổng quan
Mặt sân được bao quanh bởi đường chạy điền kinh. Sân vận động được kết hợp với một sân bóng bầu dục đã không còn sử dụng và một sân quần vợt.
Sân vận động có tổng cộng 10 khán đài, ba trong số đó có mái che. Ba phần khán đài lớn ở mỗi đầu của sân tạo thành hai khán đài phía bắc và nam. Khán đài phía tây của sân vận động là ba khán đài có mái che, trong khi khán đài phía đông là một khán đài khổng lồ không có mái che. Sau khi cải tạo vào năm 2016, ba phần của khán đài phía bắc cũng như ba phần của khán đài phía nam đã được nối lại với nhau, nâng sức chứa của sân lên thêm 3.000 chỗ ngồi, từ 22.000 chỗ ngồi lên 25.000 chỗ ngồi. Từ ngày 22 đến ngày 31 tháng 5 năm 2014, sân vận động này đã tổ chức lễ khai mạc và bế mạc cũng như các nội dung môn thi đấu điền kinh của Đại hội Thể thao Trẻ châu Phi 2014. Một màn hình khổng lồ đã được lắp đặt ở giữa khán đài phía bắc vào tháng 8 năm 2014.
Đây là sân nhà của đội tuyển bóng đá quốc gia Botswana. Sân cũng là sân nhà của các câu lạc bộ thuộc Giải bóng đá Ngoại hạng Botswana có trụ sở tại Gaborone, bao gồm Township Rollers F.C., Gaborone United S.C. và Notwane F.C.. Mochudi Center Chiefs SC, một đội bóng có trụ sở tại Mochudi, cũng sử dụng sân này làm sân nhà.
Ngoài thể thao, sân vận động còn tổ chức các sự kiện khác như Ngày Cơ quan Cảnh sát Botswana và Ngày Lực lượng Phòng vệ Botswana, cũng như Lễ kỷ niệm Độc lập Botswana. Các lễ hội âm nhạc và sự kiện tôn giáo cũng được tổ chức tại sân vận động này.

## Cải tạo Sân vận động Quốc gia
Công ty xây dựng Hitecon đã trúng thầu cải tạo sân vận động. Mục đích của việc cải tạo Sân vận động Quốc gia là để Botswana có chỗ tập luyện cho một số đội tuyển đang thi đấu tại Giải vô địch bóng đá thế giới 2010, giải đấu được tổ chức tại quốc gia láng giềng Cộng hòa Nam Phi.
Vào năm 2008, Sân vận động Quốc gia đã đóng cửa để tân trang lại với hy vọng rằng sân sẽ được sử dụng cho World Cup 2010 như một trại huấn luyện cho các đội thi đấu trong giải đấu. Điều này đã không xảy ra vì các đội được tập luyện bên trong Cộng hòa Nam Phi, và công việc cải tạo sân vận động bị chậm tiến độ so với kế hoạch.
Kể từ khi đóng cửa vào năm 2008, sân vận động bị coi là "voi trắng" vì sân không thể được sử dụng cho các hoạt động thể thao. Giải bóng đá Ngoại hạng Botswana và điền kinh là một trong những môn thể thao bị ảnh hưởng nhiều nhất do không có sân vận động. Các đội giải Ngoại hạng chủ yếu dựa vào việc khán giả đến sân đã bị ảnh hưởng nặng nề vì các đội phải sử dụng các sân vận động nhỏ hơn nhiều ở Gaborone và không thể tổ chức các trận đấu với các đội có lượng khán giả theo dõi trận đấu cao, do đó hạn chế doanh thu của các đội.
Vào tháng 6 năm 2013, sân vận động cuối cùng đã được bàn giao cho BNSC sau khi đóng cửa khoảng 5 năm. Sân tổ chức hoạt động đầu tiên vào tháng 8 năm 2013, đó là trận đấu mở màn Giải bóng đá Ngoại hạng Botswana 2013–14 giữa Township Rollers F.C. và đối thủ Extension Gunners FC. Gunners giành chiến thắng với tỷ số 1–0.
Vào năm 2016, sân vận động đã bị đóng cửa một lần nữa để cải tạo và tăng sức chứa lên 25.000 người để tổ chức lễ kỷ niệm độc lập lần thứ 50 của Botswana vào ngày 30 tháng 9 năm 2016.
Sân vận động Quốc gia hiện đang được sử dụng các sự kiện thể thao và phi thể thao khác nhau.